# Jihan al-Mosli
Jihan al-Mosli (arabiska: جهان الموصلي), född 1908, död 1996, var en syrisk politiker.
Hon utbildade vid en flickskola och blev 1927 lärare. 
Hon engagerade sig i kvinnorörelsen, och blev 1944 sekreterare i Arab Feminist Union. Hon var en feministisk förebild, som under 1940-talet slutade bära slöja. 
Hon och Widad Haroun blev år 1960 de två första kvinnorna i det syriska parlamentet.